# Shutdown
shutdown – polecenie do wyłączania systemu uniksowego.

## Użycie[1]
```
shutdown [-a][-t sec][-krhnfFc][time][warning-message]
```

| argument        | znaczenie |
| --------------- | --- |
| -a              | użyj /etc/shutdown.allow |
| -t sec          | zleca programowi init zaczekać zadaną liczbę sekund pomiędzy wysłaniem procesom ostrzeżeń a sygnału kill, zanim przejdzie na inny poziom pracy                                                                  |
| -k              | nie wyłącza systemu a jedynie wysyła wszystkim ostrzeżenia |
| -r              | bezpośrednio po wyłączeniu systemu nastąpi ponowny jego rozruch |
| -h              | stan wstrzymania po wyłączeniu systemu |
| -n              | przy wyłączaniu systemu nie zostanie powiadomiony program init (odradza się korzystania z tej opcji - rezultaty mogą się różnić od oczekiwanych)                                                                |
| -f              | sprawdzanie systemu plików zostanie pominięte przy pomocy programu fsck przy kolejnym rozruchu systemu |
| -F              | sprawdzanie systemu plików zostanie wymuszone przy pomocy programu fsck przy kolejnym rozruchu systemu |
| -c              | przerwanie już trwającego wyłączania systemu; z tą opcją nie jest możliwe podanie czasu, ale możliwe jest wpisanie wiadomości z wyjaśnieniami w linii komend, która zostanie wysłana do wszystkich użytkowników |
| time            | kiedy wyłączyć system |
| warning-message | wiadomość do wysłania do wszystkich użytkowników |

### Przykłady
```
shutdown
shutdown now
shutdown 0
```

Dla każdej z tych 3 komend wyłączanie systemu rozpocznie się natychmiast.
```
shutdown 1
```

System wyłączy się za minutę.
```
shutdown 3 3minuty do wył. systemu
```

System wyłączy się za 3 minuty, a zalogowani użytkownicy otrzymają wiadomość o treści "3minuty do wył. systemu".

### Wpływ na działanie systemu
Jeśli wyłączanie systemu zostanie wywołane z zadanym niezerowym opóźnieniem, tworzony jest plik /etc/nologin, który sprawia, że takie programy jak login nie pozwalają na logowanie kolejnym użytkownikom. Program shutdown później go usuwa.

## Kontrola dostępu
shutdown może być wywołany przez init po wciśnięciu kombinacji klawiszy CTRL+ALT+DEL. To oznacza, że każdy kto ma dostęp do systemu, mógłby go w dowolnym momencie wyłączyć. Żeby temu zapobiec, shutdown sprawdza czy na którejś z konsol zalogowany jest autoryzowany użytkownik. Przy pomocy tej kombinacji klawiszy wywoływany jest shutdown z parametrem -a. Operacja wyłączania systemu będzie możliwa tylko wtedy, gdy została zlecona przez jednego z użytkowników wymienionych w pliku /etc/shutdown.allow lub roota.